# Sliema Wanderers Football Club 2021-2022
Questa voce raccoglie le informazioni riguardanti lo Sliema Wanderers Football Club nelle competizioni ufficiali della stagione 2021-2022.

## Maglie e sponsor
| Casa | Trasferta |

Sponsor ufficiale: NM Group

Fornitore tecnico: Jartazi

## Rosa
| N. |                           | Ruolo | Calciatore        |
| -- | ------------------------- | ----- | ----------------- |
| 1  | Malta (bandiera)          | P     | Timothy Aquilina  |
| 3  | Colombia (bandiera)       | C     | Juan Morales      |
| 4  | Italia (bandiera)         | D     | Raffaele Schiavi  |
| 5  | Malta (bandiera)          | D     | Kurt Shaw         |
| 6  | Malta (bandiera)          | C     | Gabriel Aquilina  |
| 7  | Malta (bandiera)          | C     | John Mintoff      |
| 8  | Malta (bandiera)          | C     | Mark Scerri       |
| 10 | Costa d'Avorio (bandiera) | A     | Inters Gui        |
| 15 | Brasile (bandiera)        | C     | Denílson          |
| 18 | Malta (bandiera)          | C     | Edmond Agius      |
| 19 | Malta (bandiera)          | C     | Andrea Martinelli |
| 19 | Malta (bandiera)          | A     | Jake Engerer      |
| 20 | Malta (bandiera)          | D     | Sebastian Grech   |
| 22 | Malta (bandiera)          | P     | Jake Galea        |
| 23 | Ucraina (bandiera)        | A     | Ruslan Kisil'     |

| N. |                        | Ruolo | Calciatore         |
| -- | ---------------------- | ----- | ------------------ |
| 24 | Paesi Bassi (bandiera) | C     | Danny Holla        |
| 24 | Malta (bandiera)       | C     | Gabriel Aquilina   |
| 25 | Giappone (bandiera)    | C     | Riki Kakinuma      |
| 29 | Panama (bandiera)      | D     | Óscar Linton       |
| 30 | Malta (bandiera)       | A     | Jean Paul Farrugia |
| 61 | Malta (bandiera)       | D     | Myles Beerman      |
| 88 | Malta (bandiera)       | D     | Dejan Vukovic      |
| 99 | Paesi Bassi (bandiera) | A     | Sylvano Comvalius  |
|    | Malta (bandiera)       | D     | Alex Muscat        |
|    | Malta (bandiera)       | D     | Iousef Meli        |
|    | Malta (bandiera)       | C     | Gary Muscat        |
|    | Brasile (bandiera)     | D     | Arthur Cunha       |
|    | Portogallo (bandiera)  | D     | Nuno Malheiro      |
|    | Giappone (bandiera)    | D     | Soichiro Tanaka    |